# Centro Democratico (Colombia)
Centro Democratico è un partito politico colombiano di orientamento ultraconservatore fondato nel 2013.
In occasione delle elezioni parlamentari del 2014 ha ottenuto alla Camera il 9,5% dei voti e 12 seggi su 163. Alle successive elezioni presidenziali del 2014 ha sostenuto la candidatura di Óscar Iván Zuluaga, sconfitto al secondo turno da Juan Manuel Santos, espressione del Partito Sociale di Unità Nazionale.
Leader del partito è Álvaro Uribe Vélez, già Presidente della Colombia dal 2002 al 2010.